# Castellina in Chianti
Castellina in Chianti (meist nur Castellina) ist eine Gemeinde in der Provinz Siena, in der Region Toskana in Italien mit 2616 Einwohnern (Stand 31. Dezember 2023).

## Geografie

Lage von Castellina in Chianti in der Provinz Siena

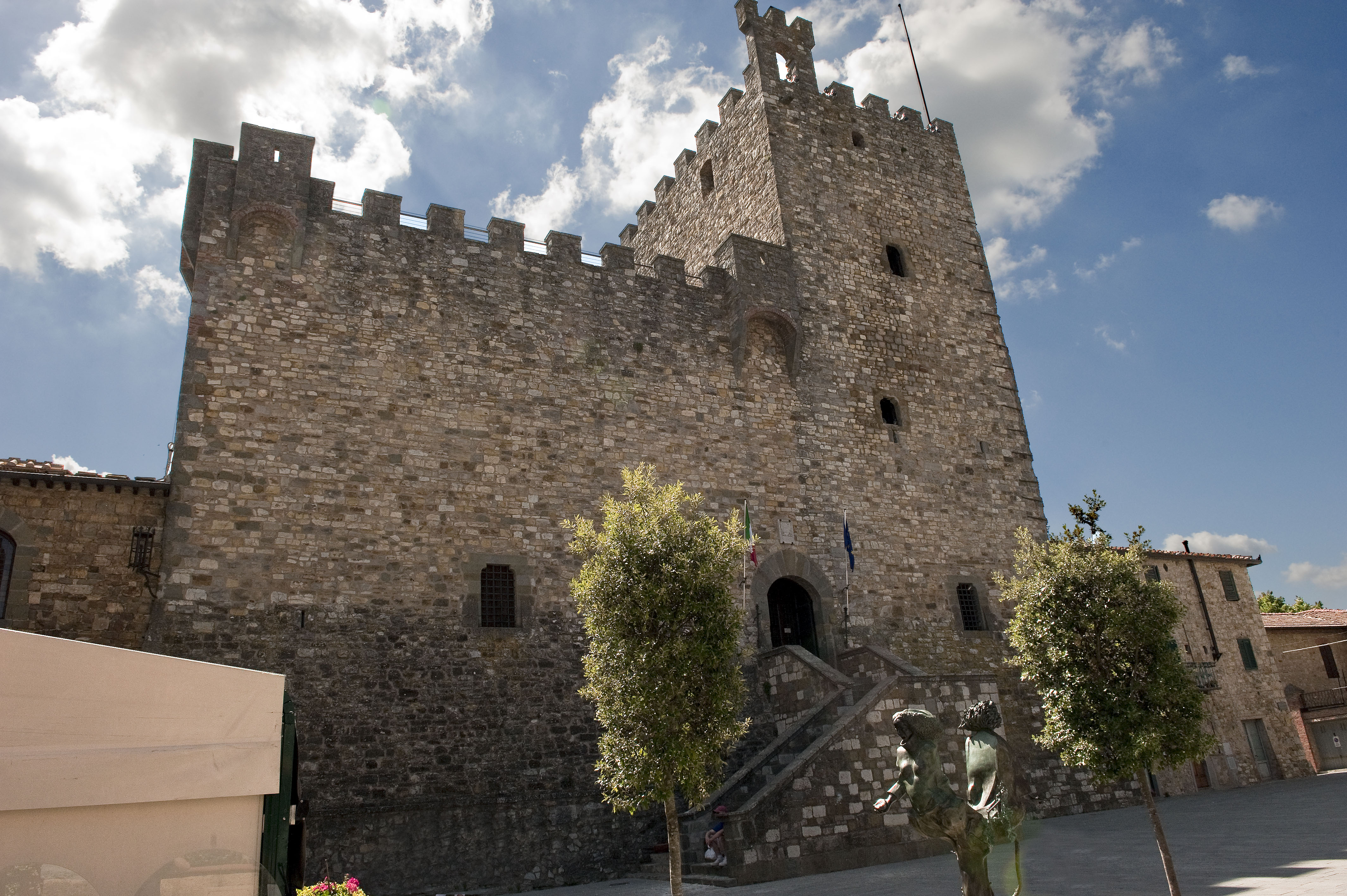
Rocca di Castellina, heutiges Rathaus

Der Ort erstreckt sich über 99,48 km², die Einwohnerdichte beträgt etwa 22,66 Einwohner/km². Er liegt etwa 15 km nordwestlich von Siena und ca. 35 km südlich von Florenz zwischen den Tälern des Arbia, der im Gemeindegebiet entspringt, der Elsa und der Pesa. Zudem durchfließt der Fluss Staggia das Gemeindegebiet. Der Ort liegt in der klimatischen Einordnung italienischer Gemeinden in der Zone E, 2326 GG.
Zur Gemeinde gehören die Ortsteile (Frazioni) Canale, Casanuova di Pietrafitta, Caselle Sant’Agnese, Cavallari, Crocefiorentina, Fioraie, Fonterutoli, Lilliano, Macie, Piazza, Rencine, San Leonino, San Quirico, Santa Maria a Grignano, Sant’Agnese und Tregole.
Die Nachbargemeinden sind Barberino Tavarnelle (FI), Castelnuovo Berardenga, Greve in Chianti (FI), Monteriggioni, Poggibonsi und Radda in Chianti.
Castellina liegt im Weinanbaugebiet des Chianti Classico und ist von großen Höhenunterschieden geprägt. So liegt der Hauptort in einer Höhe von 578 Metern, während Castellina Scalo, was zwar zur Gemeinde Monteriggioni gehört, aber den Bahnhof von Castellina beherbergt, bei circa 180 m liegt. Der höchste Punkt der Gemeinde liegt bei 626 m auf dem Monte Cavallaro.

## Geschichte
Vermutlich etruskischen Ursprungs war Castellina im Mittelalter als Salingolpe bekannt. Das erstmals im 11. Jahrhundert erwähnte Schloss wurde im 15. Jahrhundert zur Festung umgebaut, von der bis heute die Rocca di Castellina in Chianti zu besichtigen ist. Im Inneren dieser Befestigungsanlage wurde 2006 das Museo archeologico del Chianti senese eingerichtet. Neben den vielen archäologischen Fundstücken aus dem Umland von Castellina sticht besonders das Wahrzeichen des Museums hervor: ein Raubkatzenkopf aus Sandstein, der die Zunge herausstreckt. Das Artefakt gehört mit einem etruskischen Wagen und bemalten Tongefäßen aus dem 7. bis 6. Jahrhundert v. Chr. zu den Grabungsfunden, die vor dem Ersten Weltkrieg im Tumulus des Monte Calvario gemacht wurden.

## Sehenswürdigkeiten

Kirche Chiesa di San Salvatore, Hauptkirche im Ortskern

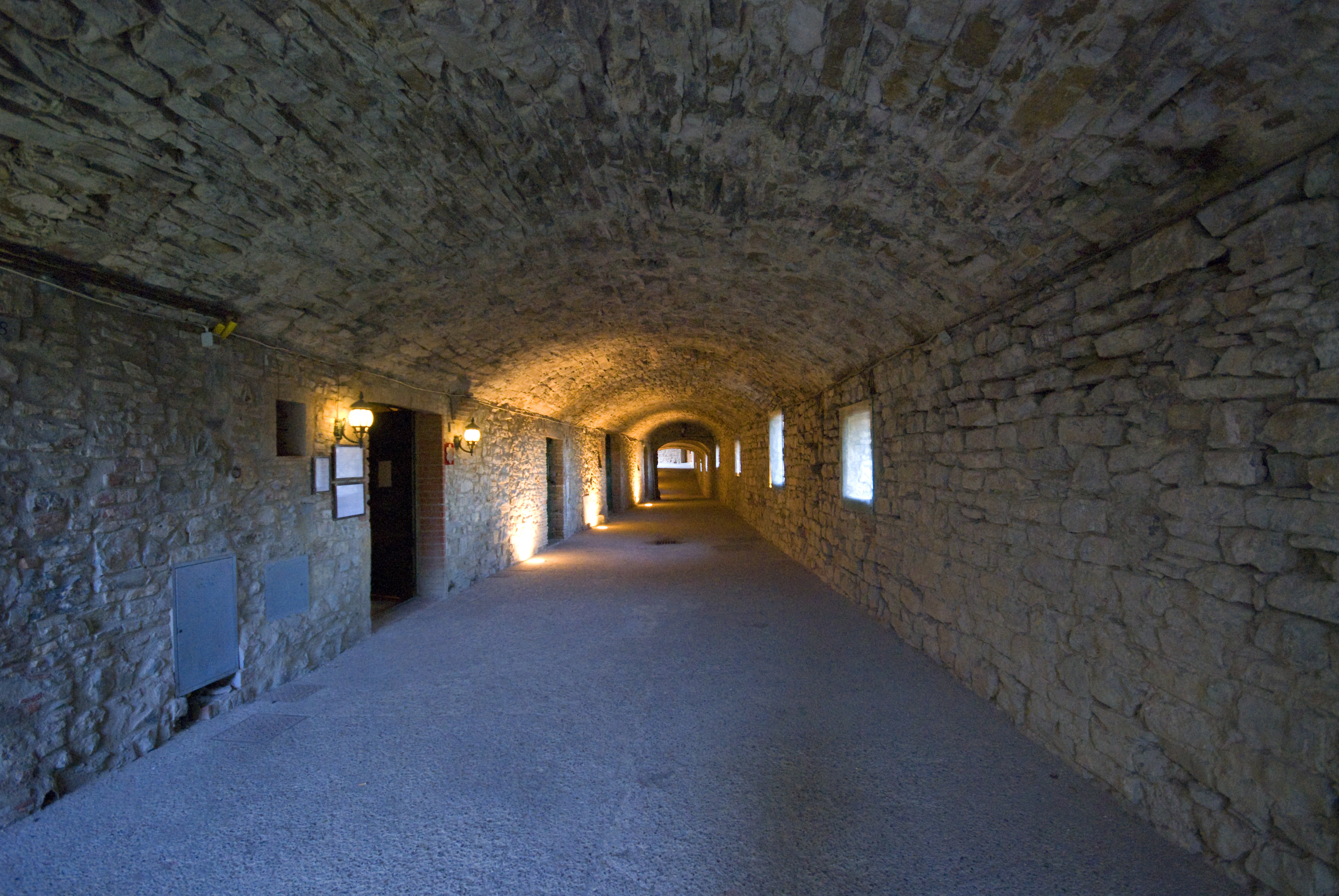
Via delle Volte

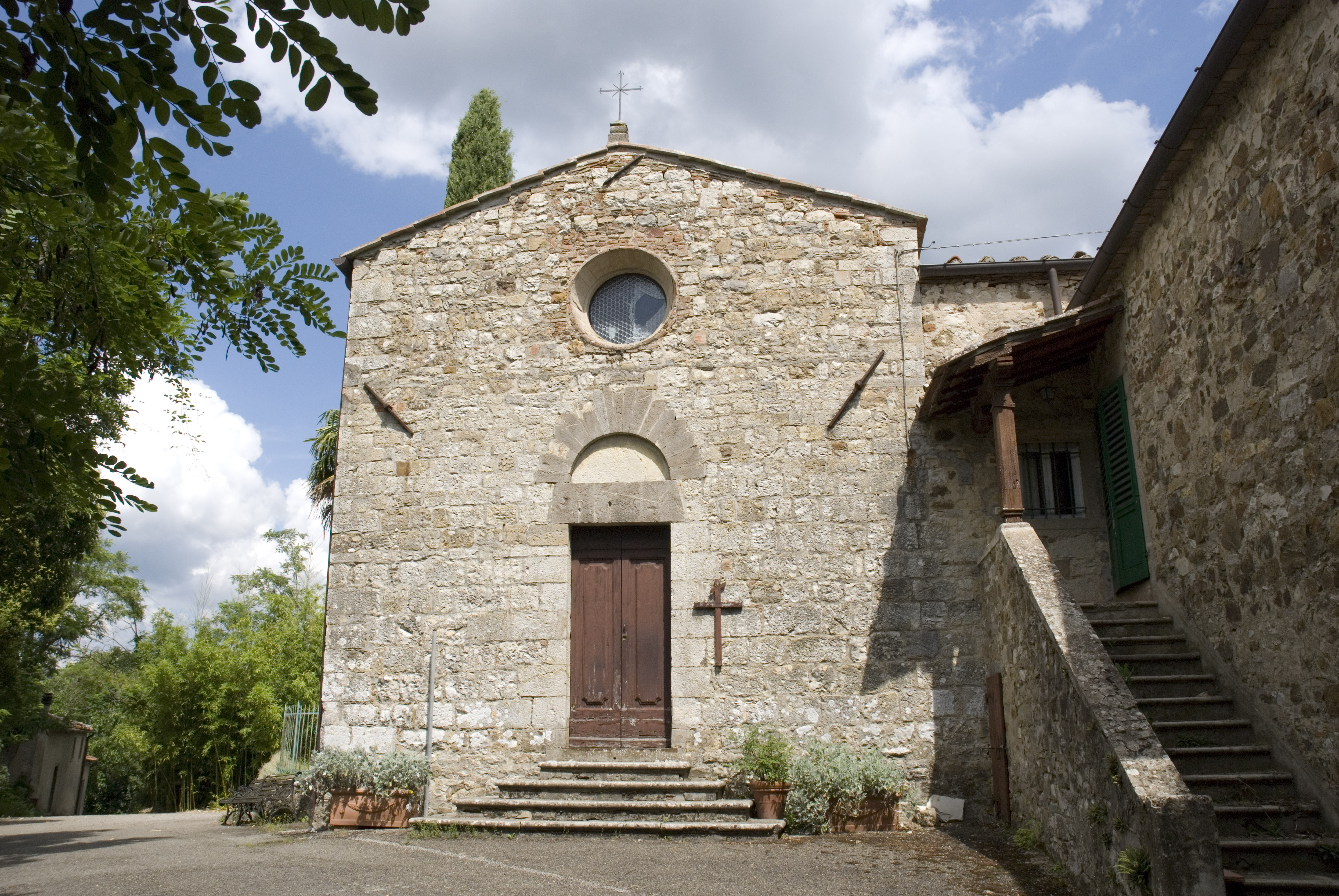
Kirche Chiesa di San Giorgio in Piazza, nördlich von Castellina

- Castello di Fonterutoli (Fons Rutili, Fonte di Rutilio), Castello aus dem 12. Jahrhundert. Erste Besitzer waren die Herren aus Staggia Senese. 1208 wurde hier ein Abkommen über Poggibonsi zwischen den rivalisierenden Republiken Siena und Florenz unterzeichnet.[5]
- Castello di Grignano, erstmals um das Jahr 1000 erwähntes Castello, kam später in den Besitz der Conti Guidi und wurde 1452 von Ferdinando di Aragona zerstört. Wurde danach von Florenz wieder aufgebaut.[5]
- Castello di Monternano, Burgruine westlich vom Hauptort aus dem Besitz der Familie Squarcialupi, die 1254 in Besitz von Florenz kam.[6]
- Castello di Rencine, heutige Burgruine nahe Monteriggioni. Wurde vor dem Jahr 1000 errichtet und am 23. Juni 1478 von Siena im Konflikt mit Florenz zerstört.[5]
- Chiesa di Santa Cristina a Lilliano im Ortsteil Lilliano, romanische Kirche. Enthält Werke von Aldo Marzi (Sant’Elisabetta d’Ungheria e Sant’Andrea (1943) und Madonna del Rosario (1950)) sowie Aldo Ongaro (Santa Cristina e storie della sua vita (1960)). Das Werk Madonna del Rosario tra i Santi Domenico e Francesco aus dem 17. Jahrhundert befindet sich heute in der Pinacoteca Nazionale di Siena.[7]
- Chiesa di San Giorgio in Piazza, bereits 1084 erwähnte Kirche. Enthält aus der Werkstatt des Cosimo Rosselli das Werk Madonna col Bambino e i Santi Giorgio e Francesco.[7] Liegt im Ortsteil Piazza im nördlichen Gemeindegebiet
- Chiesa di San Giusto a Ricavo, romanische Kirche[6] aus dem Jahr 1176[7].
- Pieve di San Leonino in Conio, Kirche aus dem 12. Jahrhundert.[7]
- Chiesa di San Michele a Rencine, romanische Kirche nahe der Badia a Isola.[7]
- Chiesa di San Martino a Cispiano, bereits 998 erwähnte Kirche romanischen Ursprungs.[7]
- Chiesa di San Niccolò a Sterzi, Kirche aus dem 14. Jahrhundert, wurde im 16. Jahrhundert restauriert.[7]
- Chiesa di San Quirico a Monternano, erstmals 1140 erwähnte Kirche.
- Chiesa di San Salvatore, mittelalterliche Kirche im Ortskern, nach Kriegsschäden wieder aufgebaut.
- Chiesa di Santo Stefano a Protine, romanische Kirche[6] aus dem Jahr 1176[7].
- Necropoli del Poggino, Grabstätte der Etrusker westlich des Ortsteils Fonterutoli.
- Pieve di Sant’Agnese, im Jahr 1046 entstandene Pieve. Enthält von Bicci di Lorenzo das Werk Madonna col Bambino e Santi.[7]
- Rocca di Castellina in Chianti, heutiges Rathaus, wurde 1927[5] restauriert
- Tumulo di Montecalvario, Grabstätte der Etrusker aus dem 6. bis 7. Jahrhundert vor Chr.[6] kurz nördlich dem Ortszentrum.
- Via delle Volte, Tunnelgang entlang der Stadtmauer.
- Villa Bargagli, auch Villa Busona genannt, Gebäude aus dem 16. Jahrhundert.[8]
- Villa Casafrassi, um 1840 entstandenes Gebäude mit Brunnen von Luigi Collicini aus dem Jahr 1847. Die Villa wurde 1931 restauriert und erweitert.[9]

## Verkehr
- Der Ort besitzt den Haltepunkt Castellina in Chianti–Monteriggioni an der Bahnstrecke Empoli–Siena, der allerdings in Castellina Scalo, einem Ortsteil von Monteriggioni, liegt.
- Der Ort liegt an der Provinzstraße SP 222 (auch Via Chiantigiana genannt), die von Florenz nach Siena führt.
- Am südwestlichen Gemeindegebiet liegt die historische Via Cassia, die hier verlaufsgleich mit der Via Francigena ist. Im Mittelalter führten Varianten der Francigena durch den Ort.[6]
- An den Raccordo autostradale 3 ist der Ort durch die Anschlussstelle Monteriggioni angebunden (ca. 10 km südwestlich des Hauptortes).

## Städtepartnerschaften
Castellina unterhält eine Partnerschaft mit dem westfranzösischem Ort Martigné-Briand.